# لانكاستر وواير (دائرة انتخابية في المملكة المتحدة)
لانكاستر وواير (بالإنجليزية: Lancaster and Wyre)‏ هي إحدى الدوائر الانتخابية في المملكة المتحدة الممثلة في مجلس العموم في برلمان المملكة المتحدة.
عضو البرلمان الذي يمثلها حالياً هو :Mr Ben Wallace (Con).